# Imani Hakim
Pour les articles homonymes, voir Hakim.
Imani Hakim est une actrice américaine, née le 12 août 1993 à Cleveland dans l’Ohio.
Elle est notamment connue pour avoir joué le rôle de Tonya Rock dans la série Tout le monde déteste Chris et pour avoir interprété la gymnaste Gabrielle Douglas dans le téléfilm The Gabby Douglas Story.

## Filmographie
- 2005 - 2009 : Tout le monde déteste Chris :  Tonya Rock
- 2006 : Les Experts : Darcy
- 2008 : The Replacements : Tiffany
- 2009 : Urgences : Anastasia Jonshon
- 2009 : Les Sorciers de Waverly Place : Jump Rose Girl
- 2014 : The Gabby Douglas Story : Gabby Douglas
- 2015 : Chocolate City : Carmen
- 2017 : Burning Sands de Gerard McMurray :
- 2017 : Sollers Point: Baltimore de Matthew Porterfield : Candace
- 2020–2025 : Mythic Quest : Dana